# Wolkite City Football Club
Maillots
Actualités
Dernière mise à jour : 10 octobre 2021.
Le Wolkite City Football Club (en amharique : ወልቂጤ ከተማ), plus communément appelé Wolkite City FC, est un club éthiopien de football fondé en 2010 et basé dans la ville de Welkite.

## Histoire
Le club est fondé en 2010. À l'issue de la saison 2018-2019, le Wolkite City FC est promu en première division, en finissant à la première place de son groupe de deuxième division.
En septembre 2021, le club recrute le gardien Sylvain Gbohouo, international ivoirien, vainqueur de la CAN en 2015.

### Dates clés
- 2010 : fondation du club
- 2019 : promotion en première division

## Actionnariat
Le club était propriété de l'administration de la ville de Welkite depuis sa création en 2010. En février 2021, le conseil d’administration du club annonce que 51% du club est vendu, et que les 49% restants restent sous direction de l'administration de la ville.

## Stade
Le club joue ses matchs à domicile au Stade de Wolkite.

## Sections de jeunes
Le club possède aussi une section de football des moins de 20 ans, qui évoluait en 2021 dans le championnat d'Éthiopie des moins de 20 ans.